# Mylo
Mylo (* 10. Mai 1978 auf Skye; eigentlich Myles MacInnes) ist ein schottischer Musiker und DJ.

## Karriere
MacInnes studierte zunächst Philosophie, Psychologie und Physiologie an der Universität Oxford und wechselte 1999 für seine Promotion an das University College London. Hier brach er nach zwei Jahren das Studium ab und kehrte in seine schottische Heimat zurück, um sich auf seine musikalische Karriere als Houseproduzent und -DJ konzentrieren zu können.
Zusammen mit Linus Loves gründete er in Glasgow das Plattenlabel Breastfed. 2004 erschien unter dem Titel Destroy Rock & Roll Mylos Debütalbum, das er in seinem Schlafzimmer auf einem Power Macintosh aufgenommen hatte. Es erreichte in seinem Heimatland auf Anhieb die Charts und verkaufte sich bislang etwa 190.000 mal.
In Deutschland wurde er vor allem durch eine Mashup-Version seines Titels Drop the Pressure und des Gloria-Estefan-Liedes Doctor Beat bekannt. Es wurde 2005 veröffentlicht und trägt den Namen Doctor Pressure.
Die Nachfolgesingle In My Arms basierte auf einem Sample aus dem Lied Bette Davis Eyes von Kim Carnes.
Nach seinem Erfolg wurde Mylo von vielen bekannten Künstlern mit Remixes beauftragt, darunter Kylie Minogue (I Believe in You), die Scissor Sisters (Mary) und The Killers (Somebody Told Me).

## Diskografie

### Studioalben
| Jahr | Titel               | Höchstplatzierung, Gesamtwochen, AuszeichnungChartplatzierungen (Jahr, Titel, Platzierungen, Wochen, Auszeichnungen, Anmerkungen) | Höchstplatzierung, Gesamtwochen, AuszeichnungChartplatzierungen (Jahr, Titel, Platzierungen, Wochen, Auszeichnungen, Anmerkungen) | Höchstplatzierung, Gesamtwochen, AuszeichnungChartplatzierungen (Jahr, Titel, Platzierungen, Wochen, Auszeichnungen, Anmerkungen) | Höchstplatzierung, Gesamtwochen, AuszeichnungChartplatzierungen (Jahr, Titel, Platzierungen, Wochen, Auszeichnungen, Anmerkungen) | Anmerkungen                        |
| Jahr | Titel               | DE | AT | CH | UK | Anmerkungen                        |
| ---- | ------------------- | --- | --- | --- | --- | ---------------------------------- |
| 2004 | Destroy Rock & Roll | — | — | — | UK26 Gold · (32 Wo.)UK | Erstveröffentlichung: 24. Mai 2004 |

Weitere Alben
- 2005: Mylo’s Rough Guide to Rave
- 2009: The Return of Mylo

### Singles
| Jahr | Titel Album                                 | Höchstplatzierung, Gesamtwochen, AuszeichnungChartplatzierungen (Jahr, Titel, Album, Platzierungen, Wochen, Auszeichnungen, Anmerkungen) | Höchstplatzierung, Gesamtwochen, AuszeichnungChartplatzierungen (Jahr, Titel, Album, Platzierungen, Wochen, Auszeichnungen, Anmerkungen) | Höchstplatzierung, Gesamtwochen, AuszeichnungChartplatzierungen (Jahr, Titel, Album, Platzierungen, Wochen, Auszeichnungen, Anmerkungen) | Höchstplatzierung, Gesamtwochen, AuszeichnungChartplatzierungen (Jahr, Titel, Album, Platzierungen, Wochen, Auszeichnungen, Anmerkungen) | Anmerkungen                                                  |
| Jahr | Titel Album                                 | DE | AT | CH | UK | Anmerkungen                                                  |
| ---- | ------------------------------------------- | --- | --- | --- | --- | ------------------------------------------------------------ |
| 2004 | Valley of the Dolls Destroy Rock & Roll     | — | — | — | UK92 (1 Wo.)UK | Erstveröffentlichung: August 2004                            |
| 2004 | Drop the Pressure Destroy Rock & Roll       | DE43 (5 Wo.)DE | — | — | UK19 (9 Wo.)UK | Erstveröffentlichung: Oktober 2004                           |
| 2005 | Destroy Rock & Roll                         | — | — | — | UK15 (4 Wo.)UK | Erstveröffentlichung: Januar 2005                            |
| 2005 | In My Arms / In My Arms Destroy Rock & Roll | DE61 (4 Wo.)DE | — | — | UK13 (9 Wo.)UK | Erstveröffentlichung: April 2005                             |
| 2005 | Doctor Pressure Destroy Rock & Roll         | DE31 (11 Wo.)DE | AT50 (8 Wo.)AT | CH66 (12 Wo.)CH | UK3 Gold · (26 Wo.)UK | Erstveröffentlichung: September 2005 vs. Miami Sound Machine |
| 2006 | Muscle Car Destroy Rock & Roll              | — | — | — | UK38 (3 Wo.)UK | Erstveröffentlichung: Januar 2006 feat. Freeform Five        |

## Auszeichnungen für Musikverkäufe
| Goldene Schallplatte - Russland - 2007: für das Album Destroy Rock & Roll Platin-Schallplatte - Irland - 2005: für das Album Destroy Rock & Roll |

Anmerkung: Auszeichnungen in Ländern aus den Charttabellen bzw. Chartboxen sind in ebendiesen zu finden.
| Land/RegionAuszeichnungen für Musikverkäufe (Land/Region, Auszeichnungen, Verkäufe, Quellen) | Gold     | Platin  | Verkäufe | Quellen        |
| -------------------------------------------------------------------------------------------- | -------- | ------- | -------- | -------------- |
| Irland (IRMA)                                                                                | —        | Platin1 | 15.000   | irishcharts.ie |
| Russland (NFPF)                                                                              | Gold1    | —       | 10.000   | 2m-online.ru   |
| Vereinigtes Königreich (BPI)                                                                 | 2× Gold2 | —       | 500.000  | bpi.co.uk      |
| Insgesamt                                                                                    | 3× Gold3 | Platin1 |          |                |